# Хорн, Роберт, 1-й виконт Хорн Сламаннан
Роберт Хорн, первый виконт Хорн Сламаннан; (англ. Robert Horne, 1st Viscount Horne of Slamannan, 28 февраля 1871, Сламаннан, Стерлингшир, ныне Фолкерк, Шотландия, Великобритания — 3 сентября 1940) — британский юрист, бизнесмен и государственный деятель, канцлер казначейства Великобритании (1921—1922).

## Биография
Родился в семье священнослужителя Роберта Стивенсона Хорна и его жены Мэри Локхед и после обучения в колледже Джорджа Уотсона окончил юридический факультет Университета Глазго с присуждением степени бакалавра права (LL.B.). Там же окончил аспирантуру по философии, получив степень магистра искусств (MA).
В 1895 г. был назначен лектором по философии в Университетском колледже Северного Уэльса в Бангоре, а в 1896 г. был принят в Ассоциацию адвокатов Шотландии. Одновременно с 1896 по 1900 г. служил в качестве экзаменатора по философии в Абердинском университете, а в 1910 г. ему был присвоен статус королевского адвоката.
Во время Первой мировой войны проходил военную службу в Корпусе королевских инженеров, где получил звание подполковника. В 1918 г. был возведен в рыцарское достоинство.
Первый баллотировался в Палату общин в 1910 г., но потерпел неудачу, был избран в ее состав в 1918 г. от одного из округов Глазго и сохранял мандат до 1937 г. Представлял шотландского союзника лейбористов — Юнионистскую партию. Входил в состав британского правительства:
- 1919—1920 гг. — министр труда,
- 1920—1921 гг. — президент Совета по торговле,
- 1921—1922 гг. — канцлер казначейства. В этом качестве он подписал англо-советское торговое соглашение, первое признание Великобританией Российской Советской Федеративной Социалистической Республики.

В 1919 г. он был включен в Тайный совет Великобритании.
После отставки коалиционного правительства Ллойда Джорджа в 1922 г. он отказался войти в новый кабинет Бонара Лоу. Два года спустя Стэнли Болдуин предложил ему пост министра труда, но Хорн отказался, предпочтя сосредоточиться на работе лондонском Сити.
В 1937 г. королем Георгом VI ему был пожалован титул 1-го виконта Хорна из Сламаннана в шотландском графстве Стерлинг.

## Награды и звания
Рыцарь-командор (1918), Рыцарь Большого Креста ордена Британской империи (1920).